# Fürstentum Altenburg
Das Fürstentum Altenburg war ein Fürstentum im heutigen Thüringen.
Erste Spuren des Fürstentums Altenburg finden sich im Jahre 1554 im Vertrag von Naumburg. 1603 wird das Fürstentum Teil des neu gegründeten Herzogtums Sachsen-Altenburg. Als 1672 die Herzogsfamilie erlischt, wird das Herzogtum geteilt. Das Fürstentum Altenburg kommt dabei an das Herzogtum Sachsen-Gotha, das sich daraufhin Sachsen-Gotha-Altenburg nennt.
Von 1820 bis 1825 war das Fürstentum eine Mittelbehörde des Herzogtums Sachsen-Gotha-Altenburg.
Das Fürstentum Altenburg hatte die Funktion eines Regierungsbezirkes mit Regierungssitz in Altenburg. Zum Fürstentum gehörten die Landesteile Camburg und Stadtroda sowie die Exklaven Treppendorf, Vierzehnheiligen, Lichtenhain, Mosen, Mumsdorf, Neukirchen, Rußdorf, Röpsen, Ammelstädt, Saalthal, Schweinitz und Hilbersdorf.
1820 hatte das Fürstentum eine Gesamtfläche von 1.370 km². In ihm lebten 26.725 Einwohner.
Nachdem 1825 das Haus Sachsen-Gotha-Altenburg erloschen war, erhielt Herzog Friedrich von Hildburghausen in einem Erbteilungsvertrag vom 12. November 1826 das ganze Fürstentum Altenburg mit Ausnahme des Amt Camburg und einigen Dörfern des Kreisamt Eisenberg (Nordteil). Er gehörte dem Haus Sachsen-Hildburghausen an, aus dem dadurch das Jüngere Haus Sachsen-Altenburg wurde.